# Црква Светог Саве у Доњем Морињу
Црква Светог Саве у Доњем Морињу, Котор, Бока Которска, Црна Гора, је православни храм митрополије црногорско-приморске Српске православне цркве.

## Историјa
Ова црква Светог Саве српског је један од више храмова, у овој митрополији, која је њему посвећена. Култ Светог Саве на простору данашње Црне Горе, има своју дугу традицију, па је и овај храм изграђен из тог вишестољетног култа на тим просторима. Храм је грађен од камена и има једну већу куполу, а унутрашњост краси барокни бијели иконостас и под црвено бијеле боје. 2020. године је било 150 година од смрти морињског добротвора Крила Матова Милиновића (1814-1869) који је сво своје имање завјештао цркви у Морињу. Он је оставио свој дом, да у њему увијек буде школа и да се никада нема продати. Међутим, национализацијом, 1958. године, школа прелази у државно власништво, и Крилов тестамент се руши.